# Gen Re
Gen Re es una empresa reaseguradora de daños patrimoniales, responsabilidad civil y de vida/salud a nivel mundial que ofrece productos y servicios de reaseguro. La empresa es una reaseguradora directa y está presente en los principales mercados de reaseguradoras del mundo gracias a una red de más de 40 oficinas. Gen Re es un miembro del grupo de empresas Berkshire Hathaway Inc.
Indicadores de solidez financiera de las operaciones de reaseguro de Gen Re:
- A.M. Best: A++ (Superior)[3]
- Standard & Poor's Claims Paying Ability Rating: AA+[4]

General Re Corporation es el holding para las operaciones de reaseguro de Gen Re a nivel mundial y para operaciones relacionadas. Posee General Reinsurance Corporation, General Re Life Corporation y General Reinsurance AG, las reaseguradoras directas que llevan a cabo negocios como Gen Re. Además, las empresas de seguros, las reaseguradoras y las de gestión de inversiones del grupo General Re incluyen: Gen Re Intermediaries, GR-NEAM, General Star, Genesis, USAU y Faraday.

## Historia
General Reinsurance Corporation empezó en 1921 como General Casualty and Surety Reinsurance Corporation, antes de que adquiriera el negocio en EE. UU. de la aseguradora Norwegian Globe Insurance Company de Christiania de Noruega.
En 1923, la empresa fue adquirida por inversionistas norteamericanos, cambiando su denominación social a General Reinsurance Corporation.
En 1929, General Reinsurance indicó que sería exclusivamente reaseguradora directa. En 1945, General Reinsurance se fusionó con Mellon Indemnity Corporation. La empresa creó, en 1954, el primer departamento profesional especializado en Reaseguros Facultativos de Responsabilidad Civil. Le siguió en 1956 la creación del departamento dedicado al Reaseguro Facultativo de Daños Patrimoniales. Fue en esta época que se abrieron las sucursales en América del Norte. En la década de los cincuenta, General Reinsurance empezó a suscribir reaseguro a escala internacional, creciendo en este sector durante los años sesenta y setenta. En 1980, General Re Corporation, la empresa holding matriz, entró a cotizar en la Bolsa de Nueva York.
En 1994 General Reinsurance Corporation formó una alianza con la empresa entonces denominada Cologne Re (Kölnische Rückversicherungs-Gesellschaft, constituida en 1846) y que, en la actualidad, es General Reinsurance AG. General Re Corporation fue adquirida en 1998 por Berkshire Hathaway Inc. En 2003, General Reinsurance Corporation y Cologne reintrodujeron para sus operaciones la marca Gen Re. 
En el año 2009, General Reinsurance Corporation completó su adquisición de Cologne Re y, en 2010, la denominación social de esta última pasó a ser General Reinsurance AG. La empresa sigue operando hoy con la marca Gen Re.

## Actividad de Negocios
Los reaseguradores son "aseguradores de las compañías de seguros", es decir, pagarán una porción de los siniestros a cargo de las compañías de seguros, en contraprestación por una porción de la prima que reciben dichas compañías de seguro en virtud de las pólizas que amparan esos siniestros.
Como reasegurador directo, Gen Re tiene soluciones de reaseguro tanto Facultativo como Contractual para todos los sectores del mercado asegurador. El reaseguro de Daños Patrimoniales y Responsabilidad Civil de Gen Re se suscribe en América del Norte mediante General Reinsurance Corporation y, a escala internacional, mediante General Reinsurance AG, con sede en Alemania, y otras afiliadas que también son de su propiedad absoluta. El reaseguro de Vida y Salud de Gen Re se suscribe en América del Norte mediante General Re Life Corporation e internacionalmente mediante General Reinsurance AG.

## Oficinas
La sede social de Gen Re está en Stamford (Connecticut), y tiene filiales en todo el mundo.
En América del Norte, Gen Re también opera en Atlanta, Boston, Charlotte, Chicago, Columbus, Dallas, Filadelfia, Hartford, Kansas City, Los Ángeles, Montreal, New York, Saint Paul, San Francisco, Seattle, South Portland y Toronto. 
Gen Re opera además en América Latina (Ciudad de México, São Paulo), Europa y Oriente Medio (Beirut, Colonia, Copenhague, Londres, Madrid, Milán, Moscú, París, Riga, Varsovia), Viena, África (Ciudad del Cabo, Johannesburgo), Asia (Pekín, Hong Kong, Mumbai, Seúl, Shanghái, Singapur, Taipéi, Tokio) y Australasia (Auckland, Melbourne, Sídney).